# Cherveux
Cherveux – miejscowość i gmina we Francji, w regionie Nowa Akwitania, w departamencie Deux-Sèvres.
Według danych na rok 1990 gminę zamieszkiwało 1179 osób, a gęstość zaludnienia wynosiła 53 osób/km² (wśród 1467 gmin regionu Poitou-Charentes Cherveux plasuje się na 249. miejscu pod względem liczby ludności, natomiast pod względem powierzchni na miejscu 323.).